# أوليفيا كوفي
أوليفيا كوفي (بالإنجليزية: Olivia Coffey) هي مجدفة أمريكية، ولدت في 29 يناير 1989 في إلميرا في الولايات المتحدة.

## وصلات خارجية
- أوليفيا كوفي على موقع الاتحاد الدولي للتجديف (الإنجليزية)
- أوليفيا كوفي على موقع اللجنة الأولمبية الدولية (الإنجليزية)
- أوليفيا كوفي على موقع أوليمبيديا (الإنجليزية)